# Långtjärnen (Ramsele socken, Ångermanland, 705613-153967)
Långtjärnen är en sjö i Sollefteå kommun i Ångermanland och ingår i Ångermanälvens huvudavrinningsområde. Sjön har en area på 0,19 kvadratkilometer och ligger 239,3 meter över havet.

## Delavrinningsområde
Långtjärnen ingår i det delavrinningsområde (705147-154197) som SMHI kallar för Mynnar i Imnäsdammens Dämningsomr. Medelhöjden är 242 meter över havet och ytan är 20,84 kvadratkilometer. Det finns inga avrinningsområden uppströms utan avrinningsområdet är högsta punkten. Tvärån som avvattnar avrinningsområdet har biflödesordning 3, vilket innebär att vattnet flödar genom totalt 3 vattendrag innan det når havet efter 107 kilometer. Avrinningsområdet består mestadels av skog (74 procent) och sankmarker (12 procent). Avrinningsområdet har 0,65 kvadratkilometer vattenytor vilket ger det en sjöprocent på 3,1 procent.